# Coupe Spengler 1943
Navigation
Édition précédente Édition suivante
La Coupe Spengler 1943 est la 19e édition de la Coupe Spengler. Elle se déroule en décembre 1943 à Davos, en Suisse.

## Règlement du tournoi
Les équipes sont regroupés au sein d'un seul groupe. Les équipes jouent un match contre chacune des autres équipes. Le premier de la poule est déclaré vainqueur de la Coupe Spengler.

## Résultats des matchs et classement
| 29 décembre | Montchoisi HC | 3-5 (1-2, 2-0, 0-3) | Zürcher SC |  |

| 30 décembre | HC Davos | 5-1 (0-1, 2-0, 3-0) | Montchoisi HC |  |

| 31 décembre | Zürcher SC | 2-3 (1-2, 0-0, 1-1) | HC Davos |  |

| Clt   | Équipe        | PJ | V | D | N | BP | BC | Pts |
| ----- | ------------- | -- | - | - | - | -- | -- | --- |
| +001, | HC Davos      | 2  | 2 | 0 | 0 | 8  | 3  | 4   |
| +002, | Zürcher SC    | 2  | 1 | 1 | 0 | 7  | 6  | 2   |
| +003, | Montchoisi HC | 2  | 0 | 2 | 0 | 4  | 10 | 0   |

- Vainqueur de la compétition